# プジョー・301
プジョー・301 (Peugeot 301) はフランスの自動車メーカー、プジョーが販売する新興国市場向けの小型セダンである。シトロエンからもボディシェルを共有する姉妹車がシトロエン・C-エリゼ (Citroën C-Elysée) の車名で登場している。

## 概要
2012年、プジョーは伝統の車名命名規則を改め、最後の数字については、ヨーロッパ向けの主力車種に「8」を、新興国市場向けの車種には「1」を適用することにした。その新しい命名規則が適用された最初の車種であり、末尾「1」をつけた最初の車種が301である。301の車名はかつて1932年から1936年にかけて販売されていた車種と同名である (en: Peugeot 301 (1932-1936))。
301は2012年5月24日に概要が発表され、同年9月のパリモーターショーで世界初公開された。
301はC-エリゼとともにスペインのビーゴ工場で生産が行われる。まず2012年11月1日からトルコで発売が開始され、その後、中欧、東欧、ロシア、ウクライナ、ギリシャ、北アフリカ、中東、ラテンアメリカの各市場に順次投入する予定である。一方でイギリスをはじめ、西欧市場には投入されない。
また、2013年内には中国の神龍汽車（PSA・プジョーシトロエンと東風汽車の合弁会社）でも新設された武漢第三工場にて301の生産が開始される予定である。なお、C-エリゼの方は既に同年7月1日から生産が開始されている。
301は208などでも使用されているPF1プラットフォームをベースに開発された。全長は4.44mあり、506リットルのラゲッジスペースが確保されている。エンジンはガソリンが直列3気筒1.2L VTi 53kW (72PS) と直列4気筒1.6L VTi 85kW (115PS) の2つ、ディーゼルが直列4気筒1.6L HDi 68kW (92PS) となる。
また、301にはESP、ABS、4エアバッグ、EBD、ISOFIXといった安全装備、エアコンやBluetoothハンズフリーキットとUSB接続を備えたMP3オーディオシステムといった快適装備が用意される。
2016年11月には、マイナーチェンジが実施され、フロントフェイス、テールランプ等が改良された。
- フロント（2012）
- リア（2012）
- 姉妹車のシトロエン・C-エリゼ